# Aora atlantidea
Aora atlantidea är en kräftdjursart. Aora atlantidea ingår i släktet Aora och familjen Aoridae. Inga underarter finns listade i Catalogue of Life.